# إدموند باغويل
إدموند باغويل (بالإنجليزية: Edmund Bagwell)‏ هو فنان قصص مصورة بريطاني، ولد في 1966، وتوفي في 14 مايو 2017.